# Respekt a svoboda
Respekt a svoboda (maďarsky Tisztelet és Szabadság Párt, zkráceně TISZA nebo TISZA Párt), je mimoparlamentní populistická politická strana v Maďarsku založená v prosinci 2020 a zaregistrovaná v dubnu 2021, která se stala veřejně více známou až na jaře roku 2024 poté, co do ní vstoupil a zároveň se jejím místopředsedou stal právník Péter Magyar s cílem kandidovat ve volbách do Evropského parlamentu v červnu 2024.

## Název
Maďarský název strany Tisztelet és Szabadság Párt lze do češtiny přeložit jako Respekt a svoboda nebo Úcta a svoboda. Zkratka TISZA složená z prvních slabik obou slov názvu strany je v maďarštině označením pro druhou největší řeku v zemi Tisa (a jezero Tisza-tó), dále oděvní značkou populární v Maďarsku vyráběné obuvi firmy Tisza Cipő Zrt., a v neposlední řadě zároveň také příjmením, jehož nositeli byla řada znamných osobností, včetně dvou významných ministerských předsedů, kterými byli: Kálmán Tisza (1875–1890) a jeho syn István Tisza (1903–1905 a 1913–1917). Zároveň je však maďarské slovo Tiszavirág označením pro blanokřídlý hmyz v češtině známý jako jepice dlouhochvostá (Palingenia longicauda). Čehož mnozí kritici, kupříkladu i politik Balázs Orbán, využívají a usuzují, že tato strana bude mít i jepičí život.

## Historie
Strana Respekt a svoboda byla založena v prosinci roku 2020 ve městě Eger, kde má dodnes své sídlo a zaregistrována v dubnu roku 2021. U jejího zrodu stál v roli předsedy Attila Szabó a ve funkcích místopředsedů Erzsébet Somodi a kontroverzní podnikatel Boldizsár Deák, který vedle toho, že byl před rokem 1989 za Kádárova režimu vnitropodnikovým agentem státních bezpečnostních složek pod krycím jménem „Sólyom“ (česky sokol) připravujícím hlášení a zprávy (mimo jiné i o Istvánu Hermanovi z Egeru, který byl v letech 2010 až 2014 poslancem za Fidesz) a že byl v roce 1973 zatčen pro krádež, má i pověst podnikatele zapleteného do nejrůznějších podezřele pochybných obchodů v Egeru a jeho okolí, jako je tzv. „obchod s chudobou“ a provozování výherních automatů, které jsou v Maďarsku od roku 2012 zakázané. Attila Szabó a Boldizsár Deák také kandidovali v parlamentních volbách 2014 za Sociálnědemokratickou stranu Maďarska (MSZDP). Národní volební kancelář (NVB) později zjistila, že podezřele mnoho podpisů v listinách pro podporu jejich kandidatury je shodných s podpisy na listinách kandidáta vládní strany Fidesz.
Krátce po svém zvolení vedení strany TISZA plánovalo, že v parlamentních volbách na jaře 2022 postaví svého kandidáta v každém ze 106 jednomandátových volebních obvodů (OEVK) a že strana osloví v těchto volbách více než dva a půl milionu nerozhodnutých voličů. K tomu však nikdy nedošlo. Funkcionáři strany nejenže nedokázali sestavit celostátní kandidátní listinu, ale ani nezískali dostatek podpisů pro kandidáta v jednomandátovém volebním obvodu v Egeru. V červenci téhož roku strana TISZA spolu s dalšími dvěma stranami podala referendovou iniciativu o vstupu do Úřadu evropského veřejného žalobce, která však byla zamítnuta pro formální chybu.

### Převzetí strany Péterem Magyarem
Do širšího povědomí veřejnosti se strana TISZA dostala dne 10. dubna 2024, když byl jedním ze dvou místopředsedů strany zvolen Péter Magyar, který se svými kolegy z hnutí Talpra Magyarok! obsadil většinu funkcí ve výkonných orgánech strany. Předsedou a místopředsedkyní však i nadále zůstávají její zakladatel Attila Szabó a Erzsébet Somodi. K této spolupráci došlo, jelikož Péter Magyar už nemohl stihnout zaregistrovat vlastní politický subjekt před volbami do Evropského parlamentu v červnu 2024. Jako nový stranický lídr Péter Magyar k tomuto převzetí strany řekl: „Jednali jsme s několika stranami a snažili jsme se najít takovou, jejíž minulost, pozadí a program by se sešel s programem naší komunity Talpra Magyarok!“ Svou roli v rozhodování podle něj sehrál i název strany, protože respekt a svoboda v dnešním veřejném životě bolestně chybí a zkrácený název strany Tisza „má v maďarské kultuře pozitivní a dějinný podtext.“ K působení zakladatelů strany dodal: „Obecně mohu říci, že od 6. dubna strana Respekt a svoboda vlastně funguje jako nová strana, s novým vedením, novými členy a novým programem. Neneseme odpovědnost za předchozí činnost strany, politické aktivity ani zázemí předchozích funkcionářů.“

#### Volby do EP 2024
Nový lídr strany Péter Magyar se sice stal i kandidátem číslo 1. pro volby do Evropského parlamentu, které se v Maďarsku konaly 9. června 2024, ale zároveň se europoslancem stát nechce. V rozhovoru pro deník Blikk k tomu uvedl: „Zároveň nemám ambice stát se poslancem Evropského parlamentu, chci pracovat doma do roku 2026, do parlamentních voleb, abychom si vzali zpět naši zemi.“
Podle výsledků průzkumu veřejného mínění agentury Nézőpont zveřejněných 5. dubna 2024 by pro stranu TISZA ve volbách do Evropského parlamentu hlasovalo 13 % rozhodnutých voličů. Jedná se přitom spíše o voliče levicové opozice, jelikož preference vládní pravicové koalice stran Fidesz–KDNP jsou v dubnovém průzkumu na 47 % stejně jako v průzkumu únorovém, ale preference opoziční levicově–zelené koalice DK–MSZP–PM spadly z únorových 17 % na 13 %, u hnutí Momentum Mozgalom došlo rovněž k propadu z 7 % na 4 %, stejně jako u strany MMN, jejíž podpora se snížila z únorových 4 % na 1 % v dubnu 2024.
Podle průzkumu společnosti Medián zveřejněném dne 30. dubna 2024 by straně TISZA odevzdalo svůj hlas 29 % voličů pevně rozhodnutých jít volit. Čímž by se umístila jako druhá v pořadí, sice s výrazným odstupem za vítěznou pravicovou koalicí Fidesz–KDNP, která by získala 48 % voličů, ale zároveň i se značným náskokem před levicovou koalicí DK–MSZP–PM, jež by se umístila jako třetí v pořadí a volilo by ji jen 7 % hlasujících.
Ve volbách straně TISZA odevzdalo svůj hlas
29,69% voličů, čímž získala 7 mandátů v Evropské parlamentu. Zvolení poslanci zasedají v parlamentní frakci Evropské lidové strany (EPP).

## Stranický aparát

### Vedení strany
- Předseda: Attila Szabó (od prosince 2020).[1]
- Místopředsedkyně: Erzsébet Somodi (od prosince 2020).[2]
- Místopředseda: Boldizsár Deák (prosinec 2020 – duben 2024), Péter Magyar (od 10. dubna 2024).[1]

### Poslanci Evropského parlamentu
- Poslanci desátého Evropského parlamentu: Dóra Dávid, Gabriella Gerzsenyi, Kinga Kollár, András Kulja, Eszter Lakos, Péter Magyar, Zoltán Tarr.

## Volební výsledky

### Volby do Zemského sněmu
| Volby | Celostátní kandidátní listina (90) | Celostátní kandidátní listina (90) | OEVK (109) | OEVK (109) | Mandáty | Mandáty | Status         |
| Volby | Hlasy                              | %                                  | Hlasy      | %          | Počet   | %       | Status         |
| ----- | ---------------------------------- | ---------------------------------- | ---------- | ---------- | ------- | ------- | -------------- |
| 2022  | 0                                  | 0                                  | 0          | 0          | 0/199   | 0       | mimo parlament |

### Volby do Evropského parlamentu
| Volby | Počet hlasů | Hlasy v % | Počet mandátů | Politická skupina EP | Evropská strana |
| ----- | ----------- | --------- | ------------- | -------------------- | --------------- |
| 2024  | 1 341 406   | 29,69%    | 7/21          | EPP                  | —               |

## Dezinformace
V souvislosti s politickou stranou TISZA a osobou Pétera Magyara a se v českém mediálním prostoru objevuje řada dezinformací. Zpravodajský server Novinky.cz uveřejnil dne 12. dubna 2024 zprávu s titulkem V Maďarsku zaregistrovali novou politickou stranu, Orbánovi půjde po krku, a dne 25. května další zprávu pod titulkem Orbánovi zatápí v eurovolbách nová hvězda maďarské politiky Péter Magyar, které obě obsahují nepravdivá tvrzení, že Péter Magyar stranu TISZA založil i pojmenoval, a navíc že je zároveň jejím předsedou. Vzhledem k ověřitelným faktům, že strana Respekt a svoboda vznikla již na konci roku 2020, respektive byla zaregistrována v dubnu 2021 a neúspěšně se účastnila i parlamentních voleb v roce 2022 – tedy v období, kdy byl Péter Magyar ještě členem vládní strany Fidesz – a tudíž ani jejím zakladatelem býti nemohl. Stejně jako není jejím předsedou, ale pouze jedním ze dvou místopředsedů (společně s Erzsébet Somodi), jelikož funkci předsedy strany vykonává již od prosince 2020 skutečný zakladatel strany Attila Szabó, který v této funkci setrvává i nadále (květen 2024). Autorem obou zmíněných českých článků je Ivan Vilček z Bratislavy, zpravodaj serveru Novinky.cz a levicového deníku Právo.